# Orgyen Trinley Dorje
Karmapa
Rangjung Rigpe Dorje
Orgyen Trinley Dorjé (tibétain : ཨོ་རྒྱན་འཕྲིན་ལས་རྡོ་རྗེ།, Wylie : o rgyan 'phrin las rdo rje, aussi écrit Urgyen Trinley Dorjé), né le 19 juin 1985, même si son anniversaire est célébré le 26 juin, au village de Bakor dans la région de Lhatok, région autonome du Tibet, est reconnu par le 14e dalaï-lama, le gouvernement chinois et trois des quatre régents de l'école karma-kagyu comme le 17e karmapa, dirigeant cette école du bouddhisme tibétain. À la veille de l'an 2000, alors âgé de 14 ans, il s'enfuit du Tibet car il ne peut y poursuivre ses études religieuses convenablement et rejoint le dalaï-lama à Dharamsala en Inde. En 2008 et en 2014, il visite pour la première fois respectivement les États-Unis et l'Europe. Il est considéré comme le successeur spirituel potentiel le plus probable du 14e dalaï-lama.

## Biographie

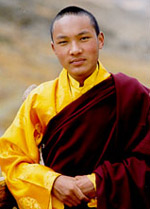
Le karmapa à 14 ans au Tibet

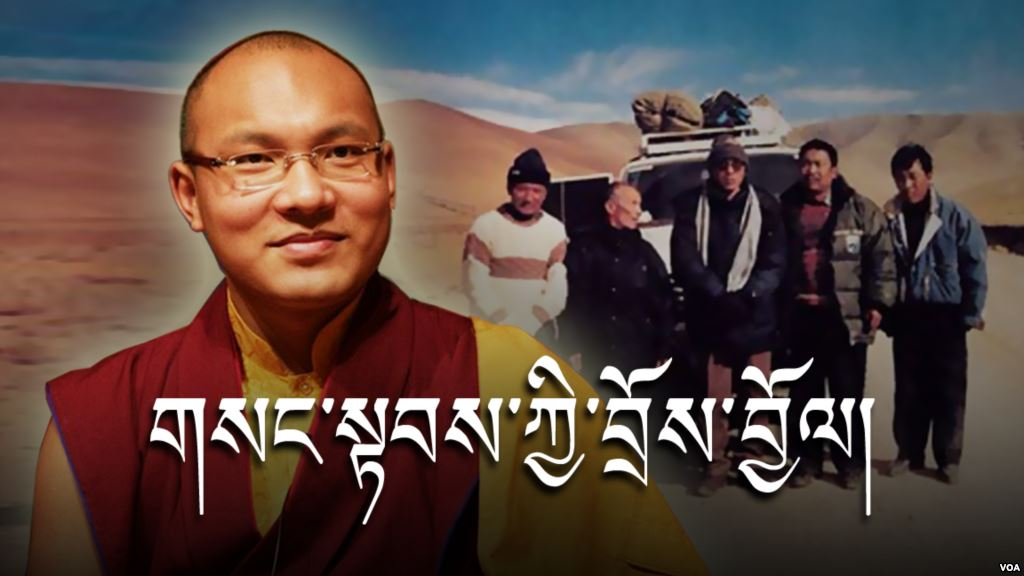
Le karmapa s'enfuit du Tibet à la veille de l'an 2000.

Orgyen Trinley Dorjé est né le 19 juin 1985, bien que son anniversaire soit célébré le 26 juin, dans une famille de nomades du Kham (sud-est du Tibet). Une sœur aînée lui donne le nom de Apo Gaga, signifiant « frère qui apporte le bonheur ». Son père se nomme Karma Döndrub Tashi (mort le 23 mai 2024) et sa mère Loga. Tout comme ses prédécesseurs, le 16e karmapa avait laissé une lettre prédisant sa réincarnation, qui fut trouvée en 1992 dans une amulette qu'il avait remise à Taï Sitou Rinpoché. Le 9 mai 1992, Akong Rinpoché représentant le 12e Taï Sitou Rinpoché accompagné de Karma Sherab Tharchin représentant Gyaltsab Rinpoché se rendent au Tibet y apportant la lettre de prédiction qui devait permettre la découverte de Orgyen Trinley Dorjé.
Le 7 juin 1992, le 14e dalaï-lama reconnut officiellement Orgyen Trinley Dorjé comme étant le 17e karmapa. Le 27 juin 1992, ce dernier fut conduit au monastère de Tsourphou, siège traditionnel des karmapas, près de Lhassa, et le 27 septembre de cette même année, il y fut intronisé par Taï Sitou Rinpoché et Gyaltsab Rinpoché. Numéro 3 dans la hiérarchie religieuse tibétaine après le dalaï-lama et le panchen-lama, le 17e karmapa est le seul lama réincarné à avoir été reconnu à la fois par le dalaï-lama et le gouvernement chinois. Cependant, selon Sofia Stril-Rever, au fil du temps, les lourdes contraintes imposées par l’administration chinoise se révélèrent un obstacle majeur à sa formation : il ne fut pas autorisé à se rendre au Sikkim, siège du précédent karmapa, pour y recevoir l'éducation religieuse de son école, le gouvernement chinois préférant l'utiliser pour influencer la population tibétaine qui lui témoigne une confiance spirituelle.
Aussi, à 14 ans, prit-il seul la décision de fuir son pays. Sa résolution devint plus ferme car il n'était pas autorisé à voir son tuteur, Taï Sitou Rinpoché, et qu'en 1998 une tentative de meurtre sur sa personne avait été suggérée après la découverte de deux intrus chinois au monastère de Tsourphou. Dix-sept ans plus tard, il révéla avoir laissé un message lors de son départ où il écrivit avoir vainement demandé à se rendre à l'étranger, et n'avoir pas eu d'autre choix. Il ajoute que dans l'avenir, s'il peut être bénéfique pour le Tibet, il reviendrait. Le 28 décembre 1999, avec quelques compagnons choisis, il entreprit la traversée de l’Himalaya, laquelle, au prix de bien de difficultés et de dangers, allait le mener jusqu’à la résidence du dalaï-lama à Dharamsala dans le nord de l'Inde,. À l’arrivée du 17e karmapa, le 5 janvier 2000, le dalaï-lama a déclaré qu'« il n'y avait aucune autre solution » ; il a ajouté « Je pense que le jour de notre retour avec un certain degré de liberté au Tibet viendra. Je pense que je réaliserai cela durant ma vie ». Le 17e karmapa a exprimé son souhait de rester en Inde. Il a notamment déclaré « l'Enseignement Bouddhiste le plus important est la compassion, mais pour essayer de le pratiquer, on doit être libre ». Il souhaite qu'avec l'inspiration du dalaï-lama, « l’ensemble du peuple du Tibet sera bientôt en mesure de gagner sa liberté ». Selon Tashi Wangdi, ministre de la religion et de la culture du gouvernement tibétain en exil, le 17e karmapa était très inquiet de l'érosion de la culture tibétaine à Lhassa : « il veut vraiment travailler au développement culturel et religieux du peuple, mais est très inquiet par la répression concernant les activités religieuses et la dilution délibérée de la culture tibétaine par les autorités ». La plupart des grands maîtres du bouddhisme tibétain ont été contraints de s'exiler du Tibet du fait de l'absence de liberté et de la politique totalitaire qui y prévaut, comme l'a rappelé l'évasion du 17e karmapa. Fin janvier 2000, Thrangu Rinpoché a été choisi comme son professeur principal par Taï Sitou Rinpoché et Gyaltsab Rinpoché et d'autres lama karma-kagyu, un choix entériné par le 14e dalaï-lama.

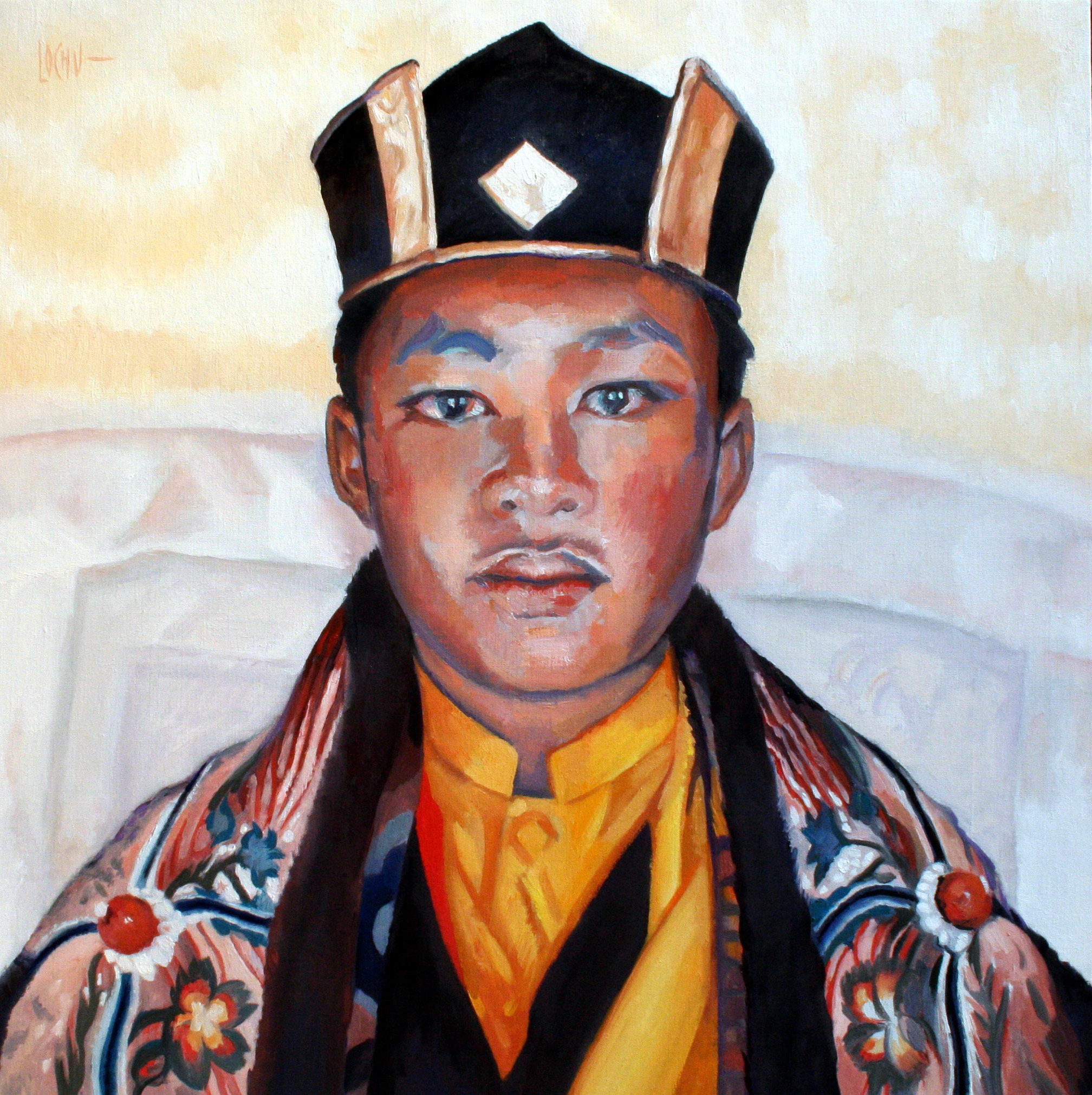
Gyalwa Karmapa par le peintre Claude-Max Lochu, exposition pour le projet du Temple pour la Paix, 2008

En Inde, le 17e karmapa a trouvé refuge au monastère de Gyuto à Sidhbari près de Dharamsala. Depuis, il reçoit les enseignements des grands maîtres tibétains exilés en Inde. Il reçoit la visite de disciples du monde entier, donne des enseignements, écrit des poèmes. Il soutient aussi de nombreux projets dont notamment la construction d'un hôpital.
En juillet 2008, le 17e karmapa a souhaité visiter des monastères situés dans le Lahaul et Spiti (Himachal Pradesh), et au Ladakh (Jammu-et-Cachemire). Le Gouvernement indien n'a accordé sa permission qu'en septembre en raison des jeux olympiques de Pékin en été.
En 2015, alors qu'il atteint l'âge de 30 ans, il déclare ne pas vouloir fêter son anniversaire, n'ayant pu revoir ses parents au Tibet, se préoccupant des questions environnementales au Tibet, et des destructions liées au séisme au Népal. Il rappelle qu'il est toujours hébergé au monastère de Gyuto, et n'a pu visiter le Sikkim, où se trouve le monastère de Rumtek, siège du 16e karmapa,.

## Reconnaissance de tulkou
Environ un an après sa naissance au Tibet, Tsouglag Mawéi Drayang a été reconnu comme 11e de la lignée des Pawo Rinpoché, grâce aux indications du 17e karmapa, lui-même âgé alors d'une dizaine d'années.
En 1996, Lodrö Chökyi Nyima, fut reconnu comme réincarnation de Jamgon Kongtrul par le 17e karmapa.
Le 21 janvier 2015, la reconnaissance de la réincarnation de Bokar Rinpoché, 3e de la lignée, par le karmapa a été annoncée officiellement.
En 2017, suivant les indications du karmapa, Nyima Döndrup, le yangsi (réincarnation) du précédent Tenga Rinpoché est découvert.

## Visites en Amérique du Nord

### Aux États-Unis

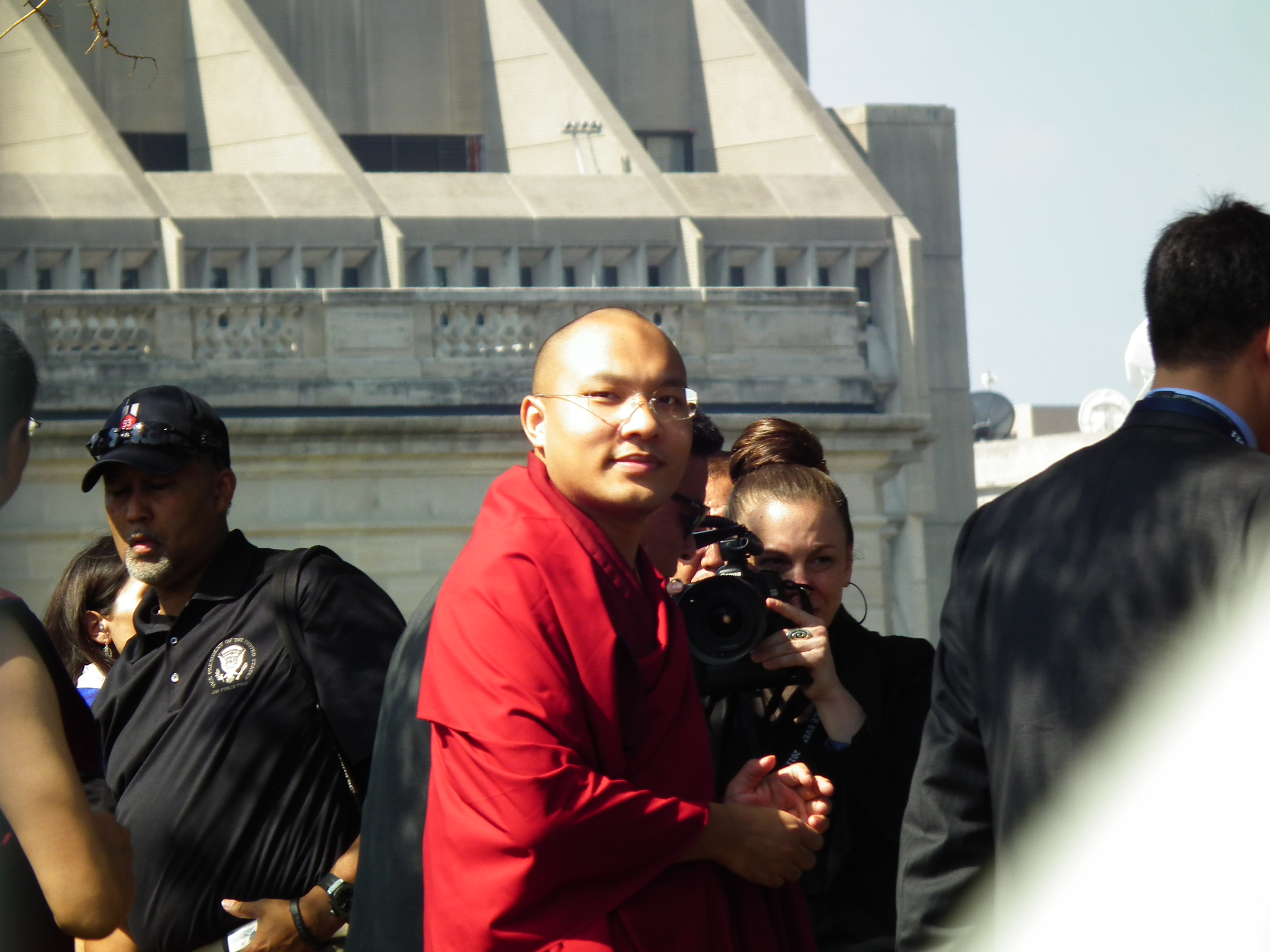
Ogyen Trinley Dorje à Washington le 9 juillet 2011

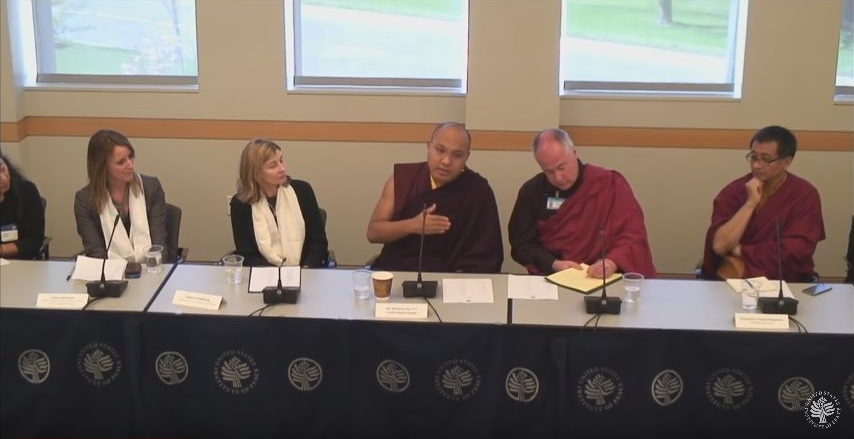
Le 17e karmapa en avril 2015 lors d'une discussion organisée par l'Institut des États-Unis pour la paix.

Le 17e karmapa se rendit aux États-Unis entre mai et juin 2008. Ce fut sa première visite à l’étranger depuis son arrivée en Inde en 2000. Il se rendit à New York, Karma Triyana Dharmachakra, New Jersey, Boulder (Colorado) puis à Seattle (État de Washington),,. Cette visite fut organisée principalement par Dzogchèn Ponlop Rinpoché. Le karmapa y annonça qu’il souhaitait passer deux mois par an pour enseigner dans la communauté bouddhiste dans ce pays, montrant l’importance qu’il lui accordait. Le karmapa déclara : « Mon travail ne sera pas conduit seulement dans les autres communautés bouddhistes, mais aura pour objectif d’aider tout le monde ». Il s’exprima aussi sur la situation au Tibet, affirmant qu’elle avait atteint un état d’urgence. Selon Robert Thurman, la Chine croit que « quand le Dalai Lama sera parti, les gens oublieront le Tibet. Ceci (cette visite aux États-Unis) aide à montrer que cela ne sera pas le cas ».
Selon Claude Arpi, sans que l’on en comprenne la raison, les autorités indiennes n’ont pas accordé à Ogyen Trinley Dorjé de permis de voyager aux États-Unis en juillet 2010. « Le Karmapa devait assister à des séances de prière organisées par le centre de Karma Triyana Dharmachakra à Woodstock, New York, mais les autorités indiennes ont refusé de lui accorder la permission nécessaire à cette visite, » a déclaré le secrétaire du karmapa, Gompo Tsering. « Nous ne comprenons pas pourquoi les restrictions ont été imposées sur ses mouvements car cette visite était purement religieuse ».
Orgyen Trinley Dorje s'est rendu États-Unis pour une visite de trois semaines en juillet 2011. Durant son séjour, il a reçu l’initiation de Kalachakra du 14e dalaï-lama à Washington. Il s'est rendu à Karma Triyana Dharmachakra, son siège principal en Amérique du Nord ainsi qu'à Karma Thegsum Chöling dans le New Jersey et au centre de retraite Karma Ling. Il donna une conférence publique à l’université de Hunter.
Orgyen Trinley Dorje s'est rendu États-Unis pour une visite de 2 mois en mars 2015. L'université de Redlands, qu'il visita après avoir accueilli deux groupes d'étudiants de cette l'université au monastère Gyuto en Inde, et où lui fut conféré un doctorat honorifique ès lettres le 24 mars 2015. Il donna une conférence à la Memorial Church of Harvard University (en) où il a déclaré qu'à côté des épidémies, des guerres, de la violence et de la famine, une autre source de catastrophe, négligée, est le manque d'amour qui mène à l'apathie, le plus danger au monde, car il nous empêche de prendre des mesures contre ces menaces. Interrogé par Radio Free Asia au sujet de la réincarnation du dalaï-lama, et répondant aux certitudes des autorités chinoises sur celle-ci, il répondit que la décision ne pouvait être prise que par l’intéressé, et qu'il avait entière confiance.
Après le séisme de 2015 au Népal qui survint lors de son séjour, Orgyen Trinley Dorje offre 200 000 dollars et appelle les monastères karma-kagyu du Népal, également affectés, à étendre leur aide aux communautés environnantes au Népal. Le monastère de Benchen près de Kathmandou devient le centre de ses activités de secours. Il rentre en Inde début juin et reprend son dialogue avec les étudiants tibétains à Sidhbari, faisant suite à une première réunion en novembre 2014 avec plus de 100 étudiants universitaires tibétains à Delhi.
En visite aux États-Unis en 2017, il prolonge son séjour en octobre pour raison de santé.
En juin 2018, il est encore aux États-Unis où il préside le Kagyu Monlam à New York, et donne des nouvelles sur sa santé. Les services de renseignements de l'Himachal Pradesh craignent qu'il puisse prolonger son séjour voire demander l'asile aux États-Unis,. Orgyen Trinley Dorje a démenti les rumeurs sur son retour en Inde, où il espère pouvoir retourner en novembre 2018 à l'occasion d'une réunion d'importants lamas,. En septembre, le gouvernement indien a indiqué revoir sa position sur le statut du karmapa en Inde et d'assouplir les restrictions imposées à ses mouvements, rejetant les soupçons des services de renseignements indiens selon lesquels il serait un agent de la Chine.

### Au Canada

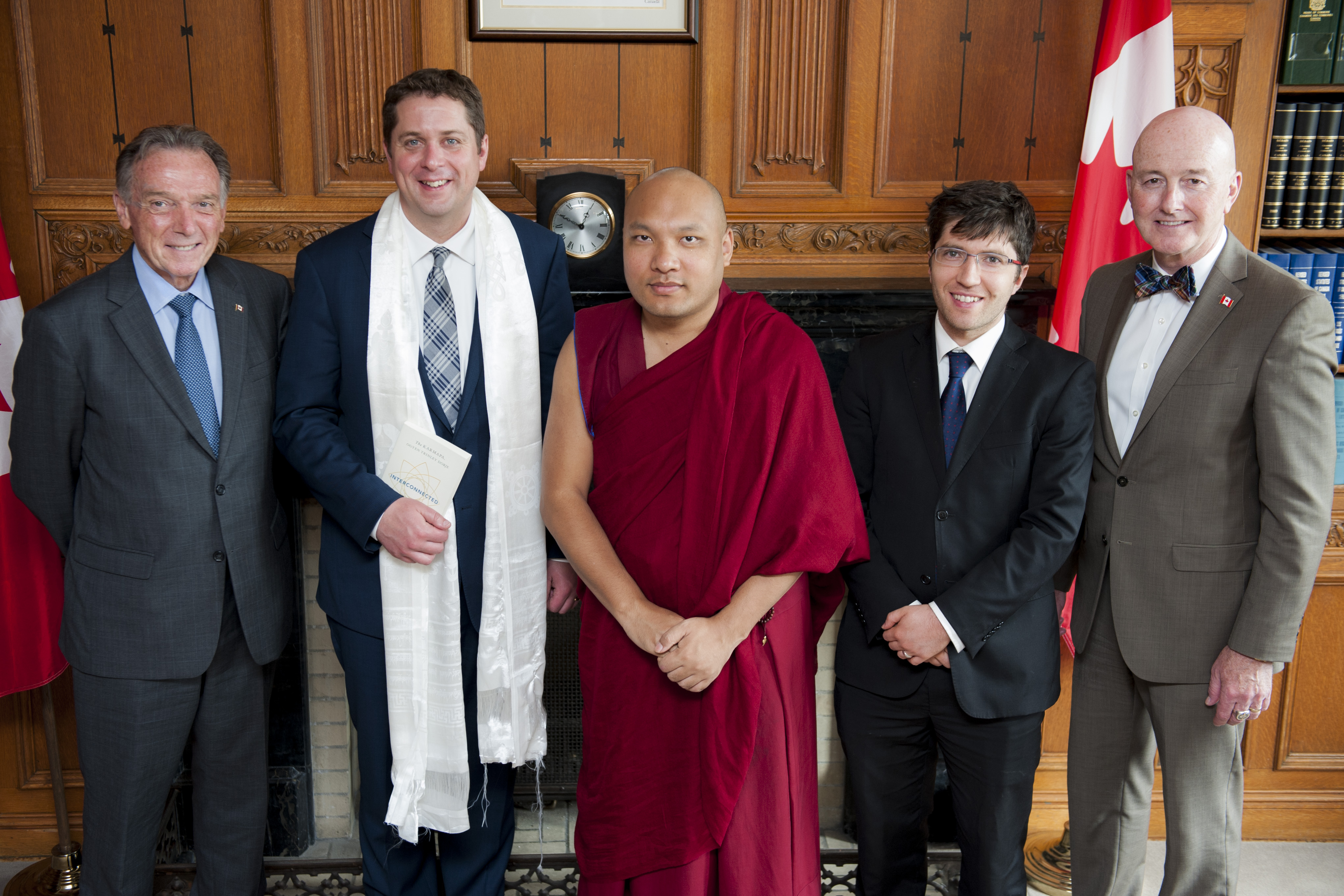
Le 17e karmapa en juin 2017 avec Andrew Scheer, David Sweet, Garnett Genuis, Peter Kent.

En mai 2017, lors de son premier voyage au Canada, il visite l'Assemblée législative de l'Ontario et assiste au 5e anniversaire du jour du Tibet à l'invitation des Amis du Tibet du Parlement canadien de l'Ontario.

## Visites en Europe
Le prince Charles souhaitait rencontrer Ogyen Trinley Dorjé lors d'une visite en Europe prévue en juin 2010, qui devait le conduire en Allemagne, France, et au Royaume-Uni. La visite fut annulée car les autorités indiennes ne lui accordèrent pas de permis de voyager, peut-être sous la pression de la Chine. Le 28 mai 2010, le jour de Saga Dawa selon le calendrier de Tsourphou, le 17e karmapa a donné un enseignement en webcast. Le journal L'Express est allé l'interviewver en Inde. Une autre visite, prévue à Lausanne (11 et 12 septembre 2010) et à Bâle (18 et 19 septembre 2010) en Suisse, fut également annulée.
En septembre 2012, Liao Yiwu, un écrivain chinois exilé en Allemagne et invité d'honneur du Festival international de littérature de Berlin (en) où il parla abondamment du 17e karmapa en exil et des auto-immolations de Tibétains au Tibet, rencontre le karmapa à Dharamsala dans ses efforts pour qu'il soit autorisé à se rendre en Allemagne,. Invité se rendre au Kamalashila Institute et à Berlin du 28 mai au 9 juin 2014, le karmapa quitte l'Inde le 27 mai pour sa première visite en Europe. Lors d'un séjour à Cologne, il a été invité par l'archidiocèse de Cologne et les étudiants de l'Université catholique de sciences appliquées de Cologne (de) et fit une visite privée de la cathédrale de Cologne. Il a rencontré le rabbin Tovia Ben-Chorin, responsable de la communauté juive de Berlin avant une rencontre dans une synagogue de Berlin le 7 juin, et a visité le Mémorial aux Juifs assassinés d'Europe et le mur de Berlin.
Fin août 2015, il se rend à Bonn en Allemagne où il reste 3 semaines.
En mai et juin 2016, il visite pour la première fois la Suisse et la France où il visite le 1er juin Kagyu-Dzong qu'il consacre et la Pagode Khánh-Anh.
En mai 2017, il se rend pour la première fois au Royaume-Uni où il visite le British Museum et donne un enseignement sur l'entraînement de l'esprit au Battersea Evolution à Londres. Il visite la Royal Asiatic Society, Cambridge, BAPS Swaminarayan Mandir (en), la communauté népalaise à Aldershot.

## Lettre de prédiction du16ekarmapa
La lettre poétique de prédiction du 16e karmapa comporte des indications qui permirent la découverte au Tibet de sa réincarnation. En voici une traduction :

« Merveille ! La connaissance aperceptive est félicité continuelle.

Drapeau du Karmapa

C'est la sphère ultime de la réalité sans centre, ni périphérie.

Au nord d'ici, à l'est des montagnes enneigées se trouve le pays où flamboie spontanément le tonnerre divin.

Dans la région des nomades, embellie par le signe de la vache qui exauce les désirs.

La méthode est Dondrup et la sagesse est LoLaGa.

Né dans l'année de celui qui est employé à la terre sous le son miraculeux et portant très loin de la blanche conque, il est renommé pour être le Karmapa.

Pris en charge par le seigneur Deun Yeun Droub La, sans sectarisme, il pénètre toutes les directions.

Il est le protecteur impartial des êtres, il est le soleil des enseignements des Vainqueurs qui flamboie continuellement pour le bien d'autrui. »

## La prophétie deChogyur Lingpa

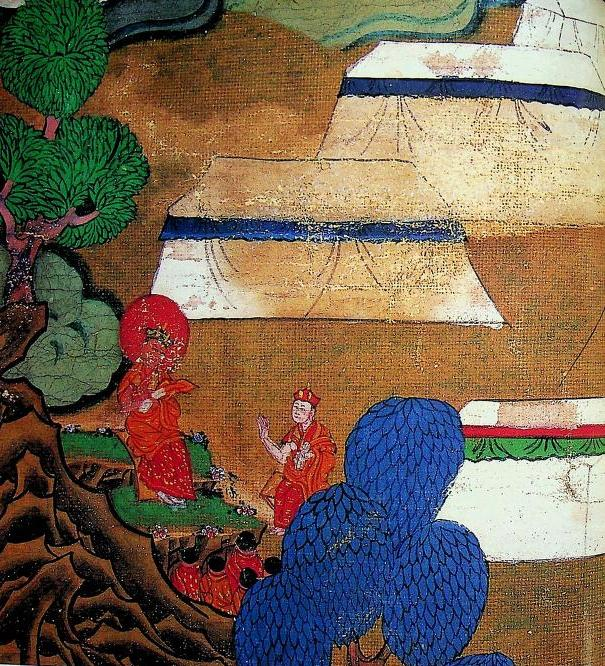
Détail de la Vision de Chogyur Dechen Lingpa figurant le 17e karmapa sous un arbre luxuriant en présence de Tai Sitou.

Un grand tertön, Chogyur Lingpa, visitant le monastère de Karma à Nangchen à l'Est du Tibet, reçut de Padmasambhava la vision prophétique des 21 incarnations du karmapa. Voici comment il décrit sa vision du 17e karmapa, :

« Sous un arbre verdoyant sur une montagne rocheuse
Se trouve la dix-septième incarnation du Karmapa en compagnie de Kèntin Tai Sitou.
Par la fusion de leurs esprits en un seul,
L’arbre des enseignements du Bouddha
Fleurira et portera des fruits abondants,
L’essence véritable des transmissions de Gampopa. »

Si Orgyen Trinley Dorje a pu rencontrer Taï Sitou Rinpoché au Tibet, il est remarqué que dans cette description, le paysage s'apparente au monastère Shérab Ling, siège de Taï Sitou Rinpoché en Inde.

## La prophétie du5ekarmapa,Deshin Shekpa
Une prophétie du 5e karmapa décrit les difficultés qui surviendront entre la 16e et la 17e incarnation du karmapa (voir Deshin Shekpa).

## Centres bouddhistes liés au17ekarmapa Orgyen Trinley Dorje

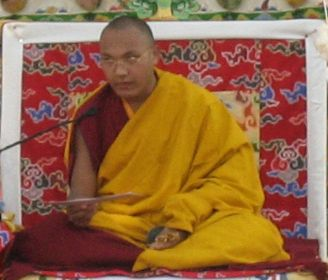
Orgyen Trinley Dorje, janvier 2006, Inde

En France, les centres bouddhistes fondés par Kalou Rinpoché dans les années 1980 sont liés à Orgyen Trinley Dorje. C'est par exemple le cas de Kagyu-Dzong à Paris, de Vajradhara-Ling en Normandie, du Temple des mille Bouddhas (Dashang Kagyu Ling) en Bourgogne, de Karmaling en Savoie, de Kagyu Rintchen Tcheu Ling à Montpellier et du Jardin du Dharma très bon près d'Aix-en-Provence. C'est aussi le cas de très nombreux autres centres de par le monde, comme Dag Shang Kagyu en Espagne. Pour une liste des centres karma-kagyu).

## Reconnaissance du17ekarmapa Orgyen Trinley Dorje
Kalou Rinpoché, Thrangu Rinpoché, Bokar Rinpoché sont quelques-uns des autres hauts Lama ayant reconnu Orgyen Trinley Dorje comme étant le 17e karmapa. Tenga Rinpoché lui a notamment rendu visite à Tsourphou, au Tibet, en 1993.

## Instructions sur le végétarisme et la protection de l'environnement

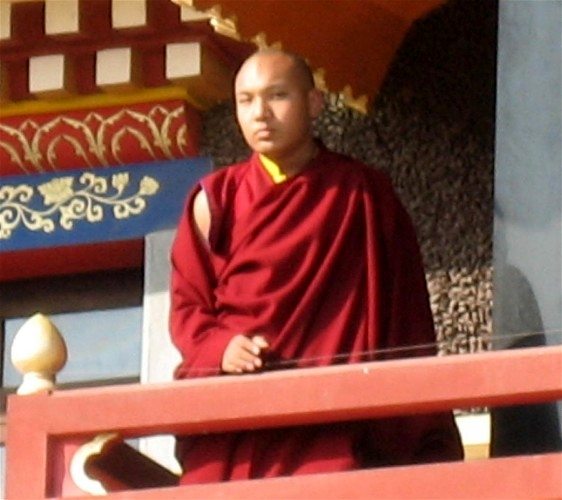
Orgyen Trinley Dorje, janvier 2006, Inde

Le 17e karmapa Orgyen Trinley Dorje a donné en 2008 des instructions sur les bienfaits de ne pas manger de viande afin de ne pas faire souffrir les animaux. Suivant ces conseils, les Tibétains modifient profondément leurs habitudes alimentaires et deviennent de plus en plus végétariens, et dans la Région autonome du Tibet, ainsi que dans le Kham, et l'Amdo, des restaurants végétariens s'ouvrent.
En mars 2009, il fonde Khoryug, abréviation de Rangjung Khoryug Sungkyop Tsokpa, signifiant « association pour la protection de l‘environnement naturel ».
Le 22 avril 2009, le Jour de la Terre, Orgyen Trinley Dorje a donné 108 instructions pour protéger l'environnement, estimant que le monde faisait face à une crise environnementale complexe.
Le karmapa a inauguré la 2e conférence des centres kagyu qui s’est tenue du 3 au 8 octobre 2009 au monastère de Gyuto à Sidhbari près de Dharamsala. Il a notamment déclaré « Les gens se sont comportés de façon irréfléchie et ont négligé les dommages qu’ils créent à l'environnement pendant trop longtemps. Si cela continue, il y a un grand risque qu’il soit trop tard pour faire quoi que ce soit. »
.

## Successeur du dalaï-lama?

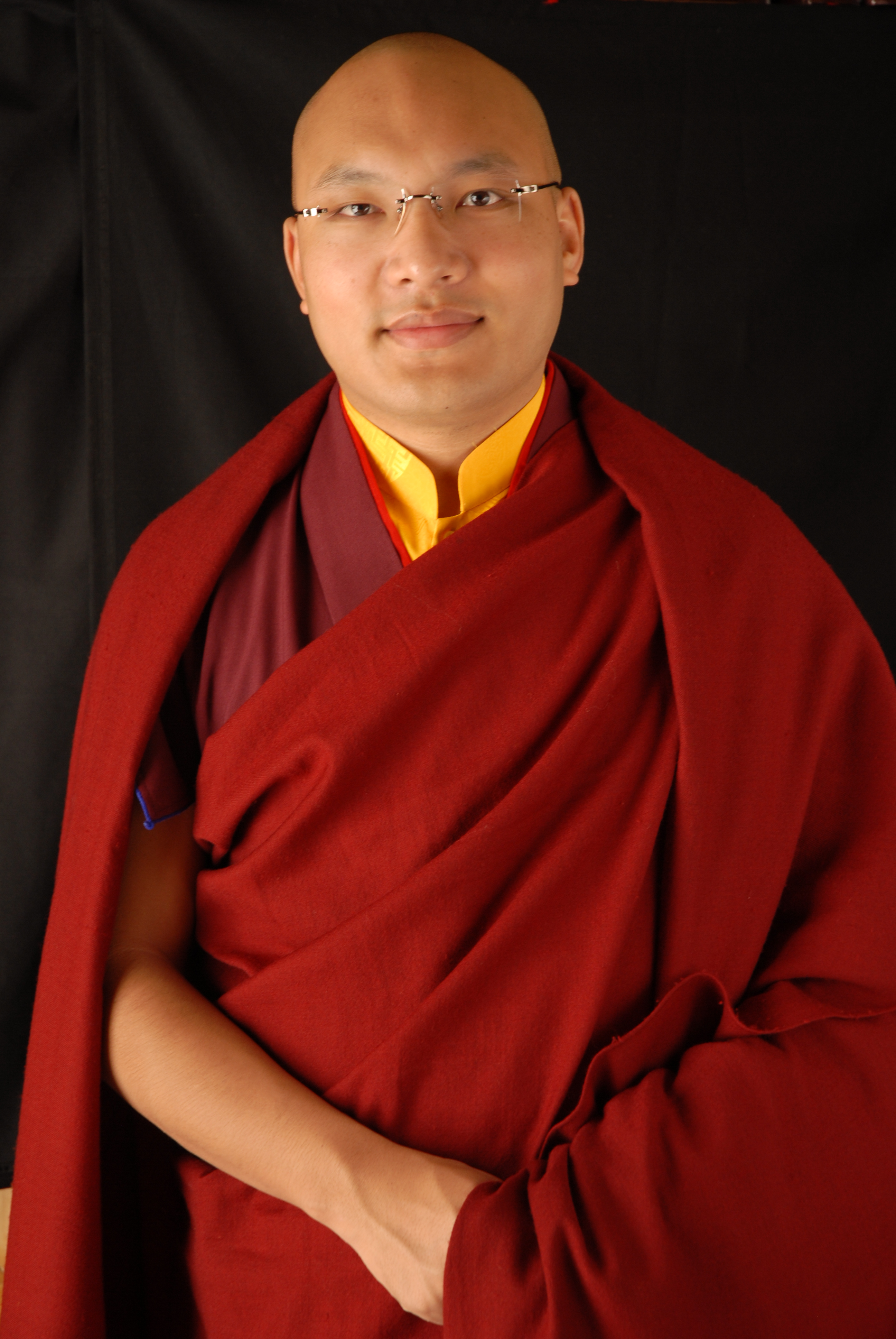
Karmapa au monastère de Gyuto en novembre 2009

Compte tenu de l'âge du 14e dalaï-lama, le temps qu'il faudra pour nommer un successeur et la disparition du panchen-lama Gedhun Choekyi Nyima en 1995, des Tibétains en exil ont suggéré que le 17e karmapa, Orgyen Trinley Dorje, pourrait lui succéder comme leader du bouddhisme tibétain,.
Interrogé en mars 2009 sur la possibilité qu’il puisse succéder au dalaï-lama, Orgyen Trinley Dorjé a déclaré : « Si l’occasion m’en est donnée, je ferai de mon mieux », ajoutant : « Le dalaï-lama a été très efficace pour établir les fondations de la lutte des Tibétains en exil. C'est à la génération suivante de construire sur ces bases et d’aller de l’avant. ».
En juin 2010, il a déclaré : « le dalaï-lama me conseille de rester soigneusement à l'écart des questions politiques. Dans ma position, la seule chose qui m'importe est d'aider au maintien de l'héritage culturel et religieux du peuple. Comme individu et comme Tibétain, ma priorité est la condition de mes frères humains, tibétains ou non. Je n'aspire pas à une autre position ou à un autre statut que ceux que j'occupe aujourd'hui. ».
Un câble diplomatique récupéré par WikiLeaks qui le surnommait le « Obama Lama » évoquait la possibilité qu'il succède au 14e dalaï-lama,.
En mai 2012, le 14e dalaï-lama affirme qu'il pourrait être le dernier dalaï-lama, et que nombre de jeunes moines bouddhistes, dont le karmapa, pourraient devenir les chefs spirituels du bouddhisme tibétain.

## Des poursuites pour complot levées par l'Inde

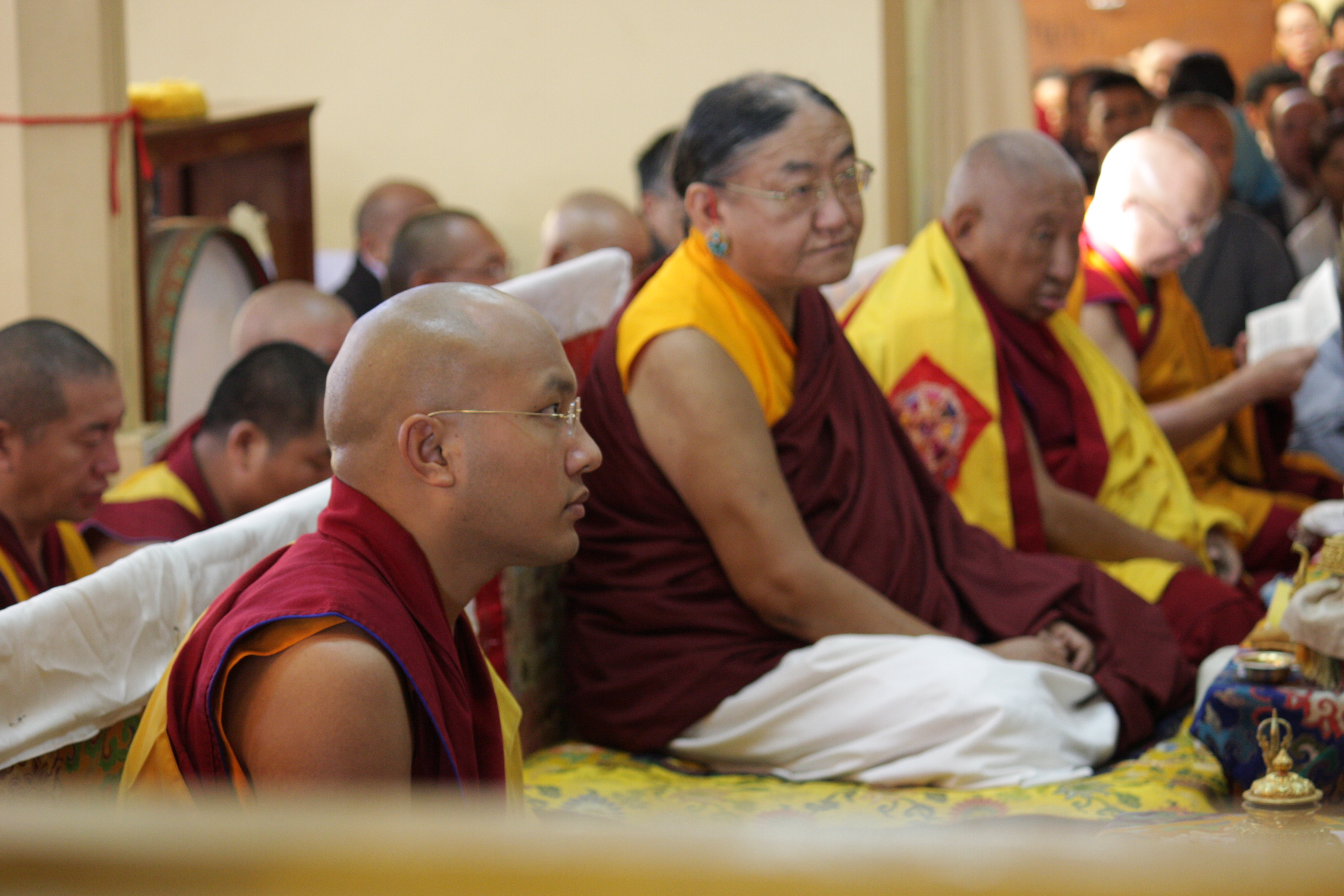
Ogyen Trinley Dorje et l'actuel Sakya Trizin lors d'une prière de longue vie pour le dalaï-lama le 28 septembre 2012

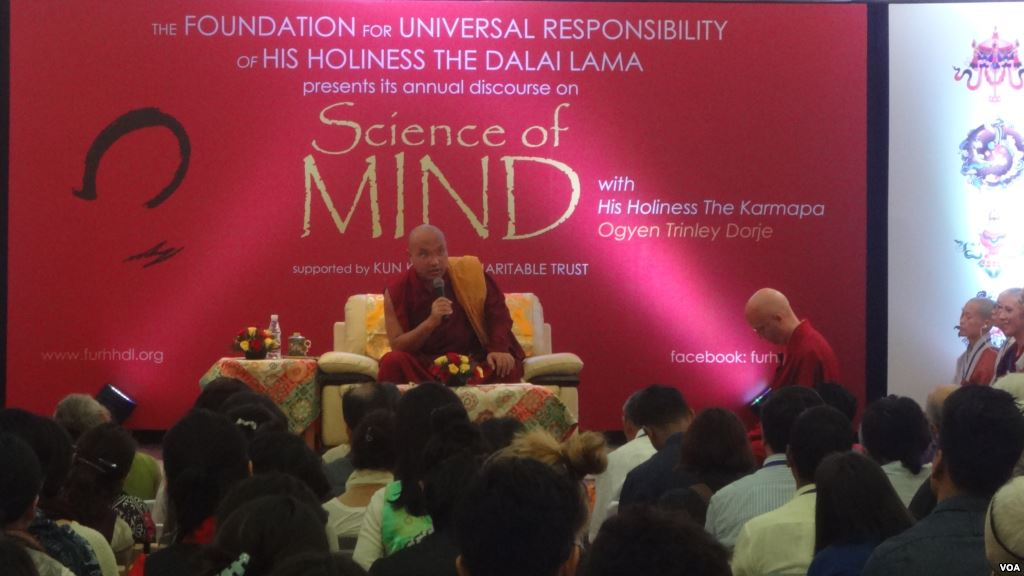
Le karmapa donne un enseignement de deux jours en novembre 2015 à New Delhi organisé conjointement par la « Fondation pour la responsabilité universelle » et le « Kun Kyong Charitable Trust of Gyalwa Karmapa ».

Un article publié par L'Express le 8 décembre 2011, reprenant une information de l'agence Reuters, annonce que : « Les autorités indiennes ont engagé ce jeudi des poursuites pour complot contre le Karmapa, potentiel successeur du dalaï-lama. La procédure contre le karmapa et neuf autres personnes a été ouverte dans l'État de l'Himachal Pradesh (nord) où se situe son monastère, près de Dharamsala, là où vivent des milliers de Tibétains en exil ayant fui la Chine. En janvier, la police avait saisi près d'un million de dollars en devises étrangères, principalement en dollars. Le bureau du Karmapa avait assuré qu'il s'agissait d'argent provenant des dons de fidèles et avait démenti des rumeurs relayées par la presse indienne, selon lesquelles le Karmapa pourrait être un complice du pouvoir chinois, envoyé en Inde pour mettre en place des monastères pro-chinois ».
En février 2011, le karmapa avait pourtant été innocenté. La secrétaire d'État de l'Himachal Pradesh, Mme Rajwant Sandhu, déclara aux journalistes : « le Karmapa n’est nullement impliqué. Nous avons des raisons de croire que les dons émanaient du monastère, et que le Karmapa n’a rien à voir avec cela. Le Karmapa est un chef religieux d’un grand nombre de disciples du monde entier. Nous respectons leurs activités religieuses. Nous n’intervenons dans aucune activité religieuse. Nous respectons totalement leurs activités et n’avons aucunement l’intention de les restreindre de quelque forme ou manière que ce soit ; et nous sommes conscient que le Karmapa n’est en rien concerné par des activités commerciales ou des négociations suspectes relatives à un terrain. » Le Bureau administratif du karmapa a exprimé sa gratitude aux autorités indiennes d’avoir procédé à une enquête minutieuse dans cette affaire et d’avoir fait éclater la vérité. Cela accrédite totalement la confiance que le Karmapa a lui-même exprimée depuis le début envers le système judiciaire indien.

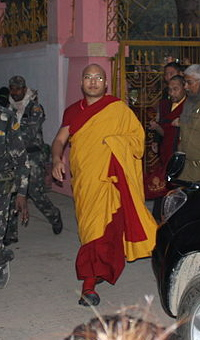
Le 17e Karmapa Ogyen Trinley Dorje à Bodh Gaya en 2012

En avril 2012, constatant l'absence de violation des lois indiennes, l'Inde a annoncé officiellement sa décision de lever toutes les poursuites contre Ogyen Thinley Dorjé, levant toute difficulté quant à la possibilité qu'il devienne le successeur du dalaï-lama en tant que chef spirituel des Tibétains, et lui permettant de voyager à l'étranger.

## Relations avec les institutions tibétaines en exil
Le 8 août 2012, le karmapa est l’invité d’honneur de la cérémonie commémorant l'entrée en fonction du premier ministre tibétain Lobsang Sangay.
Le 12 octobre 2016, il préside l'inauguration de la 4e Body, Mind and Life Conference organisée par l'institut de médecine et d'astrologie tibétaine basé à Dharamsala en Inde.
Le 24 octobre 2016, il préside les commémorations du 56e anniversaire de la fondation des Villages d'enfants tibétains, soulignant la revitalisation de l'identité tibétaine au travers ses enfants tibétains qui représentent pour lui les générations à venir.

## Soutien de la voie médiane du dalaï-lama
En avril 2014, il fustige la politique chinoise au Tibet et affirme son soutien de la voie médiane du dalaï-lama.

## Préoccupation pour l'environnement en Asie lors de la COP21
Le karmapa, optimiste au sujet de la COP21 des Nations unies, déclare être impatient de savoir si les dirigeants du monde sont prêts à limiter l'augmentation des émissions de gaz à effet de serre. Il remarque que le taux du réchauffement du plateau tibétain - troisième plus grande concentration de glace après les pôles sud et nord - est deux fois plus élevé que la moyenne mondiale, et que les inondations et les sécheresses vont s'aggraver en Asie.

## Efforts pour résoudre le schisme de l'école karma-kagyu

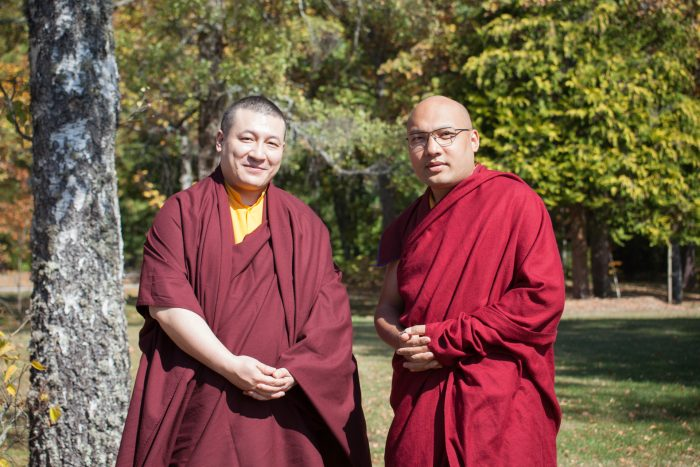
Trinley Thaye Dorje et Orgyen Trinley Dorje en 2018.

Le 9 janvier 2007, Orgyen Trinley Dorje rencontre Shamar Rinpoché à New Delhi.
Le 9 mars 2018, il plaide publiquement pour une résolution du schisme qui marque la lignée karma-kagyu depuis la succession du 16e karmapa, Rangjung Rigpe Dorje, deux successeurs différents ayant été identifiés par deux régents de la lignée, Shamar Rinpoché et Taï Sitou Rinpoché,.
En 2018, Orgyen Trinley Dorje et Trinley Thaye Dorje se rencontrent dans une région rurale en France et publient une déclaration commune datée du 11 octobre exprimant le souhait de résoudre les divisions dans l'intérêt commun de la lignée karma-kagyu,.
Le 20 octobre 2019, ils composent une prière de longue vie pour la réincarnation de Mipham Chokyi Lodro,. En février 2020, Orgyen Trinley Dorje déclare dans un message pour le Kagyu Monlam à Bodhgaya qu'ils annoncent rechercher conjointement la réincarnation de Mipham Chokyi Lodro,.
Le 4 décembre 2023, Orgyen Trinley Dorje et Trinley Thaye Dorje publient une déclaration commune pour reconnaître et éduquer la réincarnation du sharmapa,.

## Passeport dominiquais et relations avec le gouvernement indien
Orgyen Trinley Dorje déclare publiquement le 28 octobre 2018 avoir obtenu un passeport du Commonwealth de la Dominique pour se déplacer plus facilement dans le futur afin de s'acquitter de ses obligations religieuses, ayant rencontré des difficultés pour voyager avec un certificat d'identité délivré par le gouvernement indien pour lui et des réfugiés tibétains, ajoutant que certains agents de l'immigration ne reconnaissent même pas ce document. Il précise avoir obtenu ce passeport en mars et en avoir informé les autorités indiennes concernées en mai 2018.
En 2018, il se voit refuser une demande de visa indien sur son nouveau passeport, et ne peut se rendre en Inde où il souhaitait participer à la 13e Conférence des chefs religieux tibétains organisée pour la fin du mois de novembre. Finalement, cette réunion a été reportée en raison du décès du chef de l'école nyingma du bouddhisme tibétain, Kathok Getse Rinpoché.
En 2019, il se fait représenter par Gyaltsab Rinpoché à la Conférence des chefs religieux tibétains en Inde, les autorités indiennes lui ayant refusé un visa indien, selon Lobsang Wangyal.
Prem Singh Tamang (en), ministre en chef du Sikkim, aurait écrit le 12 août 2020 au premier ministre Narendra Modi pour exhorter le gouvernement indien à autoriser le 17e karmapa Orgyen Trinley Dorje à retourner en Inde.

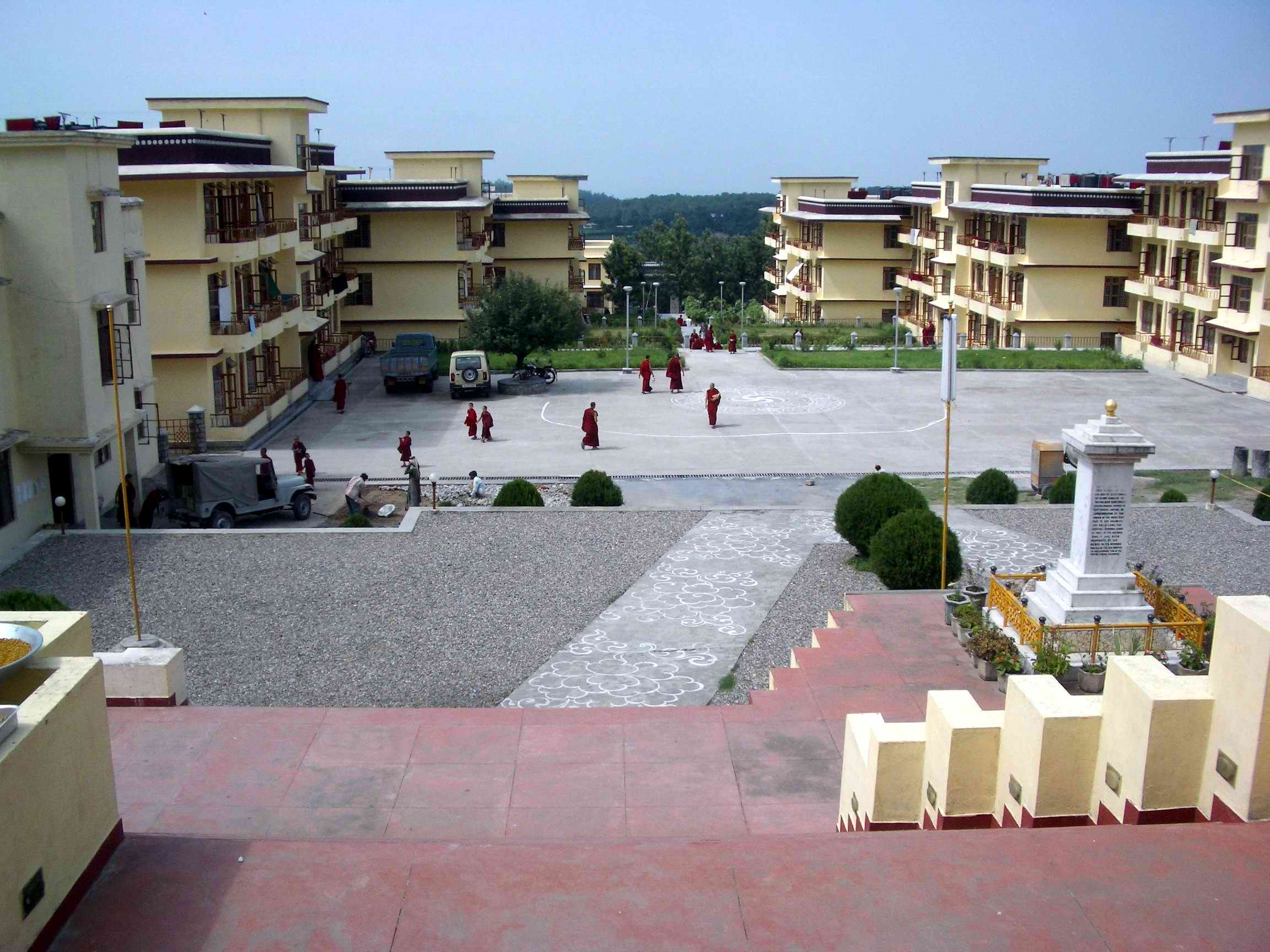
Vue des bâtiments de l'université de Gyuto à Sidhbari, en Inde

En avril 2022, le gouvernement indien a accordé une licence FCRA (en) dans la catégorie religion-éducation pour les enseignements bouddhistes au monastère tantrique de Gyuto associé au karmapa pour cinq ans. Selon l'abbé du monastère, Lobsang Khedup, « La licence FCRA est faite pour recevoir des dons de l'étranger, en particulier des États-Unis ».
En avril 2024, Prem Singh Tamang affirme que Pawan Kumar Chamling (en) a qualifié le 17e Karmapa d'agent chinois, le forçant à quitter l'Inde et le Sikkim. Prem Singh Tamang qui s'est entretenu avec le karmapa plaide pour son retour en Inde.

## Accueil critique

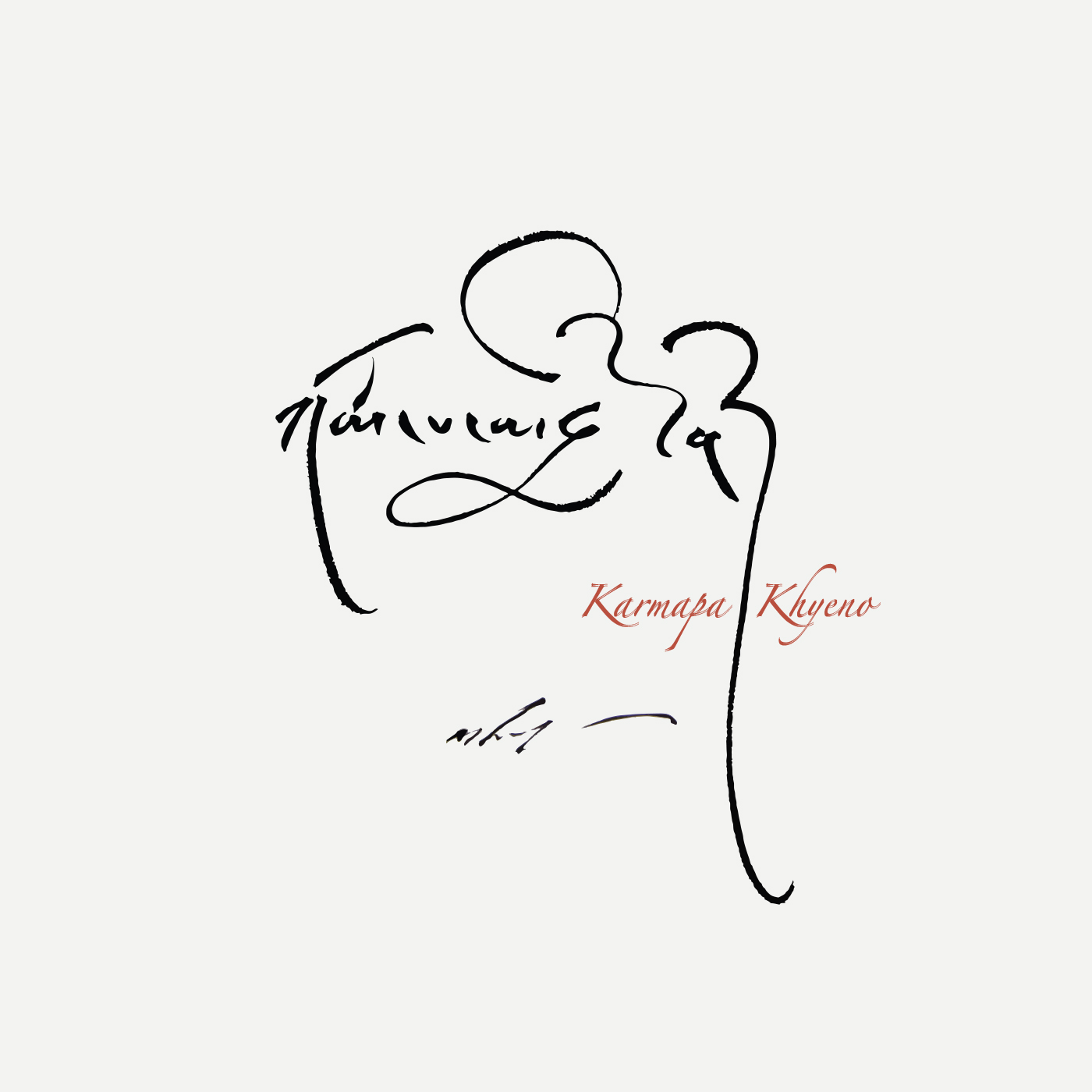
Le mantra Karmapa khyènno calligraphié par le 17e karmapa Orgyen Trinley Dorje sur un album de Kesang Marstrand.

Orgyen Trinley Dorje publie Interconnected: Embracing Life in Our Global Society en Inde en 2017. Remarquant que l'ère de l'information et Internet soulignent notre interconnexion et notre dépendance les uns des autres, il plaide pour un « Innernet » pour sentir notre connectivité intérieurement. Jairam Ramesh déclara à propos du livre qu'il serait pertinent à toute époque, « mais qu'il l'est encore plus de nos jours où les conflits sociaux sont devenus endémiques, où les préjugés religieux et la bigoterie font des ravages et que l'équilibre écologique délicat de la nature devient de plus en plus perturbé par des conséquences désastreuses. ».
Pour Vishal Gulati, ce livre anticipe le tournant actuel vers l'isolationnisme, bien qu'il soit basé sur des discours que le karmapa a donnés il y a quatre ans à Dharamsala à des étudiants de l'université de Redlands en Californie. Pour ce dernier, nous ne devons pas revenir en arrière en reculant derrière les murs, mais aller de l'avant, en nous unissant pour construire une société mondiale qui reconnaisse et s'appuie sur notre connexion interne fondamentale.

## Ouvrages
- Interconnectés - Réenchanter le monde ensemble, traduction Laure Motet, Massot éditions, 2019,  (ISBN 9791097160579) (édité par Karen Derris et Damchö Diana Finnegan. Traduit du tibétain par Damchö Diana Finnegan. Titre anglais : Interconnected Embracing Life in Our Global Society[109])
- Le cœur de l'homme est noble, préface du dalaï-lama, Presses du Châtelet, 2014,  (ISBN 2845925743 et 9782845925748), (en) The Heart Is Noble: Changing the World from the Inside Out, Shambhala, 2013,  (ISBN 1611800013)
- Le futur c'est maintenant, conseils pour l'avénement d'un monde meilleur, traduit de l'anglais par Tancrède Montmartel et Lama Cheuky Sèngué, Claire lumière, 2010,  (ISBN 2905998946)
- Les Routes de la compassion, traduction du tibétain en anglais Ringou Tulkou Rimpotché et Michele Martin, Claire lumière, 2010,  (ISBN 2905998970) (explication des Trente-sept Pratiques des Fils des Vainqueurs de Thokmé Zangpo)

### Préface
- (en) Naomi Levine, Norma Levine, The Miraculous 16th Karmapa, Shang Shung Publications, 2013,  (ISBN 8878341339 et 9788878341333)

## Enregistrements audios
- Chants de Karma Pakshi, 28 décembre 2001, durant le Kamtsang Kagyu Sangha Monlam à Bodhgaya, en Inde, Karma Pakshi Chant, 2002, Khaeon World Music,  (EAN 4011222217509)
- Sina Vodjani, Sacred Buddha - HH The 17th Gyalwa Karmapa, 1998
- Sina Vodjani, Mahakala: puja with his Holiness the 17th Gyalwa Karmapa, 2000